# Leotiomycetes
De Leotiomycetes is een klasse die tot de ascomyceten behoren.

## Kenmerken
Vanuit een morfologisch oogpunt zijn de schimmels divers. Het vruchtlichaam bestaat uit een klein apothecium. De Erysiphales, Myxotrichaceae en Thelebolales hebben echter eenvoudige cleistothecische vruchtlichamen. Het vruchtlichaam kan een ronde vorm hebben maar kan ook naaldvormig zijn, vergelijkbaar met de vorm van een naald van een naaldboom. De structuur van het vruchtvlees kan zowel geleiachtig als behaard en vlezig zijn (Hyaloscyphaceae). De meeste soorten vormen achtsporige sporenzakjes. Sommige soorten zoals de Thelebolus stercoreus vormen tot wel 2.000 sporen per spoorzakje. De sporen hebben een Septum. De sporen kunnen doorzichtig of gekleurd zijn.

## Ecologie
De leefwijze van de schimmels is divers. Veel van de soorten hebben planten nodig om te overleven.

## Systematiek
De volgende orden zijn in de klasse Leotiomycetes geplaatst:
- Onderklasse: Leotiomycetidae
  - Orde: Chaetomellales
  - Orde: Cyttariales
  - Orde: Erysiphales
  - Orde: Helotiales
  - Orde: Lahmiales
  - Orde: Lauriomycetales
  - Orde: Leotiales
  - Orde: Lichinodiales
  - Orde: Marthamycetales
  - Orde: Medeolariales
  - Orde: Micraspidales
  - Orde: Phacidiales
  - Orde: Rhytismatales
  - Orde: Thelebolales

De volgende families zijn incertae sedis geplaatst:
- Chlorociboriaceae – Hamatocanthoscyphaceae – Leptodontidiaceae – Neocrinulaceae – Neolauriomycetaceae

De volgende geslachten zijn incertae sedis geplaatst:
- Bagnisimitrula – Callerascus – Calloriopsis – Epithyrium – Flagellospora – Leohumicola – Psilothecium – Skoua – Trizodia